# Игуманија Параскева (Митрић)
Параскева (световно Стана Митрић; Чуклић код Шипова, 15. јул 1941 — Манастир Месић, 24. октобар 2017) била је православна монахиња и игуманија Манастира Месића.

## Биографија
Игуманија Параскева (Митрић) рођена је 15. јула 1941. године земљорадничкој побожних породици од оца Савка и мајке Тривуне рођ. Квргић, у месту Чуклић код Шипова, (Република Српска). На крштењу је добила име Стана.
Основно образовање и средњу пољопривредну школу Стана је завршила у Чуклићима и Шипову, након чега се одазива призиву Божјем и долази у Манастир Месић код Вршца 1954. године где добија благослов игуманије Теодоре Милошевић да буде искушеница.
Показавши велику ревност према вери и монашком животу, током више година искушеништва, епископ банатски Висарион Костић, замонашио је, по чину расофорне монахиње, у манастирском храму Месића, искушеницу Стану и дао јој име Параскева, на празник Преображења Господњег, 19. августа 1959. године.
Епископ браничевски Хризостом Војиновић је, у својству администратора епархије банатске, замонашио у чин мале схиме монахињу Параскеву у капели владичанскога двора у Вршцу, на празник Ваведења 1980. године.
Показавши велику ревност према манастиру Месић, као и послушност Цркви, епископ банатски Хризостом Столић, након упокојења игуманије Теодоре Милошевић произвео је монахињу Параскеву у чин игуманије на празник Усековања главе Светог Јована Крститеља 1989. године и поверио јој управу манастира.
Игуманија Параскева, упокојила се 24. октобра 2017. године. Заупокојену Литургију служили су митрополит Амфилохије Радовић и епископ банатски Никанор Богуновић а потом, на платоу испред храма монашко опело игуманије. Сахрањена је у монашком гробљу у порти манастира у коме је послужила Богу и народу 60 година.